# Arne Norlin
Nils Olof Arne Norlin, född 14 maj 1947 i Lugnvik i Bjärtrå församling, är en svensk journalist och författare. Han är mest känd för sina böcker om Halvan samt Nussekudden. 
Arne Norlin arbetade under många år på Aftonbladet som reporter, chef och under en period som rockrecensent. Uppmärksammat blev att han kallade rockbandet Led Zeppelin "en bluff" och AC/DC för ett "odugligt hårdrocksband".
Norlin debuterade 1977 med deckaren Plåtkistan, vilken han skrev tillsammans med Håkan Jaensson. De skrev tillsammans SVT:s julkalender 1986 Julpussar och stjärnsmällar samt Lottis nätter som visades på SVT 1983. Norlin är sedan 2004 författare på heltid.
Norlin tilldelades 2017 års Karin Söders Selma Lagerlöf-stipendium för sin omarbetade nyutgåva av Selma Lagerlöfs klassiska verk Nils Holgerssons underbara resa genom Sverige som utgavs av förlaget Lind & Co våren 2017.